# أنيتا كانتر
أنيتا كانتر (بالإنجليزية: Anita Kanter)‏ هي لاعب كرة مضرب أمريكية، ولدت في 1933.تنافست خلال الخمسينيات. في فئة الفردي، احتلت كانتر المرتبة السادسة على مستوى الولايات المتحدة، والمرتبة العاشرة عالميًا وفقًا لتصنيف مجلة World Tennis لعام 1952، كما صُنفت في المرتبة التاسعة على مستوى الولايات المتحدة عام 1953.